# Omissioni di Geremia
Il Quarto Libro di Baruc o Omissioni di Geremia è un apocrifo dell'Antico Testamento, pseudoepigrafo di Baruc 'segretario' di Geremia durante l'esilio di Babilonia (VI secolo a.C.). Scritto in greco nella metà II secolo d.C., è di origine giudaica con successiva rielaborazione cristiana.
Descrive l'operato di Geremia e Baruc presso i deportati durante l'esilio di Babilonia

## Descrizione
4Baruc è considerato una pseudoepigrafia da tutte le chiese cristiane, ad eccezione della Chiesa ortodossa etiope.
Il testo è noto sia in versione integrale che ridotta. Le versioni integrali ci sono pervenute in greco (manoscritti più antichi datati X-XI secolo e XV secolo), in etiopico Ge'ez (il manoscritto più antico datato al XV secolo), in armeno e in slavo. Le versioni abbreviate ci sono pervenute in greco (chiamato Meneo), rumeno e slavo.
4Baruc è solitamente datato alla prima metà del II secolo d.C. Il sonno di 66 anni di Abimelec, invece dei soliti 70 anni di cattività babilonese, fa sì che gli studiosi tendano verso l'anno 136 d.C., cioè 66 anni dopo la caduta del Secondo Tempio nel 70 d.C.. Questa datazione è coerente con il messaggio del testo. 
4Baruc usa uno stile semplice e fiabesco, con animali che parlano, frutti che non marciscono mai e un'aquila mandata dal Signore che resuscita i morti.
Alcune parti di 4Baruc sembrano essere state aggiunte in epoca cristiana, come l'ultimo capitolo; a causa di questi inserimenti, alcuni studiosi ritengono che 4Baruc abbia origini cristiane. Come i maggiori profeti, sostiene il divorzio delle mogli straniere e l'esilio di coloro che non lo faranno. Secondo 4Baruc, i Samaritani sono i discendenti di tali matrimoni misti.

## Contenuto
Il Signore rivela a Geremia che Gerusalemme sarà distrutta a causa dell'empietà degli Israeliti. Geremia informa Baruc, e quella notte vedono gli angeli aprire la porta della città. Geremia è incaricato dal Signore di nascondere miracolosamente nella terra i paramenti del sommo sacerdote del Tempio. I Babilonesi entrano a Gerusalemme e Geremia segue gli Israeliti in esilio, mentre Baruc rimane a Gerusalemme. Abimelec si addormenta per 66 anni e si risveglia accanto a un cesto di fichi, conservati perfettamente freschi. Poiché i fichi sono freschi fuori stagione, Abimelec si rende conto di aver dormito miracolosamente per anni. Abimelec si riunisce con Baruc. Vogliono comunicare con Geremia, che è ancora a Babilonia, quindi Baruc prega il Signore, che gli manda un'aquila. L'aquila porta una lettera e alcuni fichi a Geremia. Trova Geremia che officia a un funerale e si posa sul cadavere, riportandolo in vita, annunciando così la fine dell'esilio. Gli israeliti tornano a Gerusalemme, ma solo gli uomini che non hanno mogli straniere possono passare il Giordano.